# Crashbox
Crashbox es una serie de televisión educativo para niños canadiense-estadounidense que se transmite por el canal de televisión digital por cable HBO Family en los Estados Unidos y Asia y se desarrolló entre 1999 y 2000. Su objetivo es educar a los niños de primaria en historia, matemáticas, vocabulario y otros diversos asignaturas.
Crashbox fue uno de los programas principales para el relanzamiento del canal HBO Family en febrero de 1999. La serie nunca se lanzó en DVD o VHS, pero hasta el día de hoy se vuelve a emitir en HBO Family.

## Producción
La serie fue producida alrededor de 1998 hasta principios de 2000, coproducida por Planet Grande Pictures y Cuppa Coffee Studios. Planet Grande Pictures permitió a Cuppa Coffee Studios completar el espectáculo.

## Premisa
La serie se almacena dentro de un computador de color canela / marrón donde los bots fabrican cartuchos verdes (que están esculpidos en arcilla), ocasionalmente con breves bocetos de ellos "reparando" juegos dañados. El diseño es al estilo de The Electric Company, donde las parodias no se conectan entre sí ni siguen una trama secuencial. Cada episodio de media hora consta de siete juegos de 2 a 5 minutos y rara vez un juego de bonificación al final.